# Madha
Madha (arabiska: مدحاء), är en omansk enklav i Förenade arabemiraten. Den ligger mitt på halvön Musandam. Enklaven tillhör administrativt provinsen Musandam och ligger halvvägs mellan provinsens huvudområde på norra halvön och det övriga Oman. 
Madha ligger utefter vägen mellan Fujayra och Khur Fakkan i emiratet Sharja i nordöstra Förenade arabemiraten och täcker en yta av ungefär 75 km² och befolkningen beräknas till mindre än 3 000. . Länderna enandes om gränsdragningen 1969.
Madha består mestadels av orörd natur där den exploaterade delen kallas New Madha (nya Madha) och innefattar bland annat vägar, skola, postkontor, polisstation och bank. 
Inom Madhas gränser ligger kontraenklaven Nahwa, som tillhör emiratet Sharja i Förenade arabemiraten.

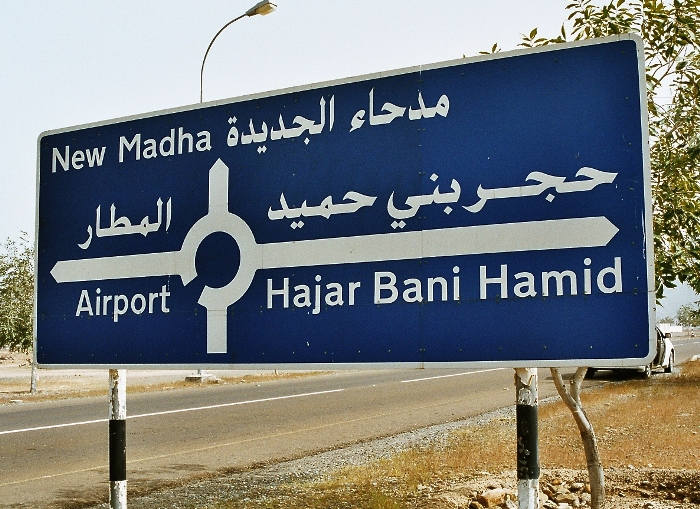
Vägskylt i Madha

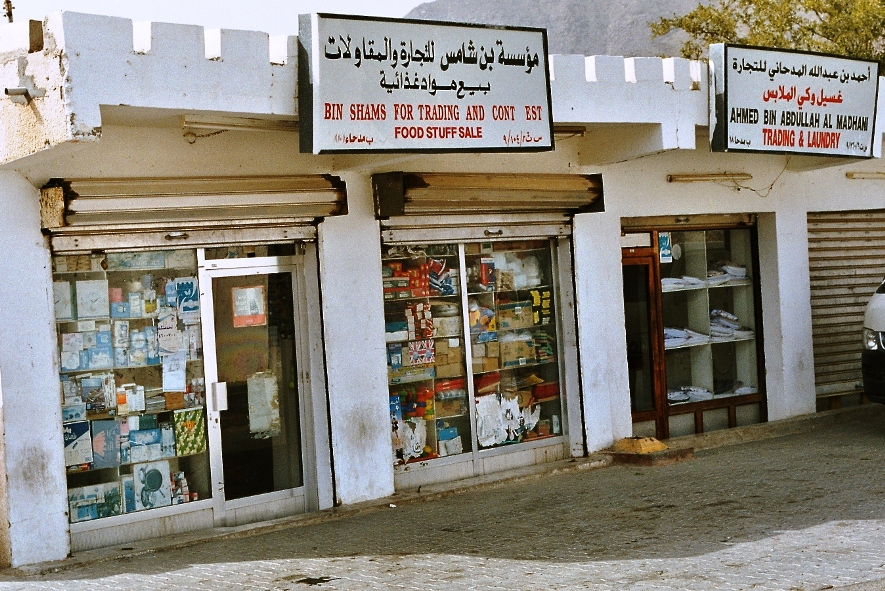
Affärer i byn Harah